# Walter Goldinger
Walter Goldinger (* 15. März 1910 in Wien; † 15. Februar 1990 ebenda) war ein österreichischer Historiker und Generaldirektor des Österreichischen Staatsarchivs.

## Leben
Goldinger studierte Geschichte, Germanistik, Geographie und Kunstgeschichte an der Universität Wien. Nach seiner Promotion 1932 absolvierte er den Kurs des Instituts für Österreichische Geschichtsforschung und legte dort 1933 die Staatsprüfung ab. 1935 trat er im Rahmen des austrofaschistischen Arbeitsdiensts in den Archivdienst ein. Zunächst arbeitete er im Archiv des Inneren und der Justiz, das nach 1945 die Bezeichnung Allgemeines Verwaltungsarchiv erhielt. Von 1946 bis 1952 leitete er auch das Archiv der Universität Wien.
Daneben habilitierte er sich 1950 für historische Hilfswissenschaften mit besonderer Berücksichtigung der Archivwissenschaften, 1955 wurde die Habilitation auf österreichische Geschichte ausgedehnt. Von 1956 bis 1972 war er Direktor des Allgemeinen Verwaltungsarchivs. 1964 wurde er ao. Professor. 1973 wurde er zum Generaldirektor des Österreichischen Staatsarchivs ernannt und blieb dies bis zu seiner Pensionierung 1975.
Er wurde am Wiener Zentralfriedhof bestattet.
Goldinger war in der Heraldisch-Genealogische Gesellschaft „Adler“ aktiv, wo er Vizepräsident wurde, und war Vorstandsmitglied im Verein für Geschichte der Stadt Wien.

## Auszeichnungen
- 1972: Ehrenkreuz für Wissenschaft und Kunst I. Klasse
- 1974: Großes Verdienstkreuz des Verdienstordens der BRD

## Schriften
- Geschichte des österreichischen Archivwesens (= Mitteilungen des Österreichischen Staatsarchivs. Ergänzungsband 5, ZDB-ID 503777-3). Berger, Wien u. a. 1957
- Geschichte der Republik Österreich. Verlag für Geschichte und Politik, Wien 1962.
- als Herausgeber: Protokolle des Klubvorstandes der Christlichsozialen Partei. 1932–1934 (= Studien und Quellen zur österreichischen Zeitgeschichte. 2). Oldenbourg, München 1980, ISBN 3-486-50111-9.